# ایلو (موکگوا)
ایلو (به اسپانیایی: Ilo) یک منطقهٔ مسکونی در پرو است که در منطقه موکگوا واقع شده‌است. ایلو ۲۹۵٫۶ کیلومتر مربع مساحت و ۶۶٬۱۱۸ نفر جمعیت دارد و ۱۵ متر بالاتر از سطح دریا واقع شده‌است.